# 이케타카 노부키
이케타카 노부키(일본어: 池髙 暢希, 2000년 4월 5일 ~ )는 일본의 축구 선수이다.

## 구단 경력
2019년 J1리그의 우라와 레즈에 입단하였다. 2020년부터 2023년까지 J3리그의 카탈레 도야마, 후쿠시마 유나이티드 FC, 기라반츠 기타큐슈에서 뛰었다.

## 국가대표팀 경력
그는 2017년 FIFA U-17 월드컵에 참가할 일본 U-17 국가대표팀에 발탁되었으며, 2경기에 출전했다.